# Keresztény metal
A christian metal, magyarul keresztény metal, vagy más néven white metal (fehér metal) vagy unblack metal (keresztény black metal) a heavy metal olyan formája, melynek dalszövegei a kereszténység melletti elkötelezettségének üzenetét hordozzák. A keresztény metal zenekarok tagjai többnyire hívők és fontosnak tartják a keresztény eszméket eljuttatni a közönségnek. Zenéjüket az evangelizálás eszközeként használják. Amíg a black metal nagyrészt sátánista szimbólumokat, jeleket, szövegeket használ, addig a keresztény metal pont ennek az ellentétét, innét jött a white metal és az unblack metal kifejezés, mivel ideológiájában és szövegeikben teljesen ellentétes a két műfaj.
A keresztény metal zenekarok a heavy metal legtöbb műfajában megtalálhatók, mivel ezek a zenekarok között az egyetlen kapocs a keresztény szövegvilág, ezért a keresztény metal nem egy önálló stílus.